# خانه حاج حسین آقا معمار
خانه حاج حسین آقا معماری مربوط به دوره قاجار است و در شهرستان کاشان، بخش نیاسر، دهستان نیاسر، روستای نشلج، کوچه پائین ده واقع شده و این اثر در تاریخ ۲۸ اسفند ۱۳۸۵ با شمارهٔ ثبت ۱۸۷۷۴ به‌عنوان یکی از آثار ملی ایران به ثبت رسیده است.